# Thoại Sơn (huyện)
Thoại Sơn là một huyện thuộc tỉnh An Giang, Việt Nam.

## Địa lý
Huyện Thoại Sơn nằm ở phía nam của tỉnh An Giang, có vị trí địa lý:
- Phía đông giáp thành phố Long Xuyên
- Phía tây giáp huyện Tri Tôn và huyện Hòn Đất, tỉnh Kiên Giang
- Phía nam giáp huyện Vĩnh Thạnh, thành phố Cần Thơ và huyện Tân Hiệp, tỉnh Kiên Giang
- Phía bắc giáp huyện Châu Thành.

Huyện có diện tích 458,69 km², dân số năm 2019 là 163.427 người, mật độ dân số đạt 356 người/km².

## Lịch sử
Thoại Sơn vốn là tên chữ của núi Sập, ngọn núi tại trung tâm huyện. Năm 1817, khi Thoại Ngọc Hầu làm trấn thủ trấn Vĩnh Thanh, ông nhận thấy việc giao thương giữa Hà Tiên, Rạch Giá với Châu Đốc đều phải đi vòng đường biển bất tiện, nên đã tâu vua Gia Long nạo vét con sông Ba Lạch. Năm 1818, kênh Đông Xuyên được đào nối rạch Đông Xuyên với đường sông Kiên Giang, hoàn thành sau một tháng. Để tưởng nhớ công lao của Thoại Ngọc hầu, triều đình đã đặt tên cho kênh Đông Xuyên là Thoại Hà và ngọn núi nhìn xuống dòng kênh là Thoại Sơn.
Dưới thời nhà Nguyễn, vùng đất Thoại Sơn hiện nay thuộc tổng Định Phước, huyện Tây Xuyên, phủ Tuy Biên, tỉnh An Giang. Theo địa bạ An Giang năm 1836, tổng Định Phước có 9 thôn: Mỹ Phước, Mỹ Thạnh, Tân Thuận Đông, Thạnh Hòa Trung, Thoại Sơn, Thới Thuận, Vĩnh Chánh, Vĩnh Phú, Vĩnh Trinh.
Đến thời Pháp thuộc, địa bàn huyện Thoại Sơn thuộc hai tổng Định Phú và Định Phước của quận Châu Thành, tỉnh Long Xuyên. Sau Cách mạng Tháng Tám, Ủy ban Hành chính tỉnh Long Xuyên tách 3 xã: Thoại Sơn, Vọng Thê và Định Mỹ thuộc tổng Định Phú để thành lập quận Núi Sập. Đến năm 1948, quận Núi Sập đổi tên thành huyện Thoại Sơn. Huyện Thoại Sơn lúc này thuộc tỉnh Long Châu Hậu, năm 1950 thuộc tỉnh Long Châu Hà (hai tỉnh Long Châu Hậu và Hà Tiên sáp nhập) và đến năm 1950 lại sáp nhập vào huyện Châu Thành.
Năm 1953, chính quyền Quốc gia Việt Nam cũng thành lập quận Núi Sập thuộc tỉnh Long Xuyên. Đến thời Việt Nam Cộng hòa, tỉnh Long Xuyên sáp nhập với tỉnh Châu Đốc thành tỉnh An Giang, quận Núi Sập thuộc tỉnh An Giang. Đến năm 1961, chính quyền Việt Nam Cộng hòa cho dời quận lỵ Núi Sập từ xã Thoại Sơn vào xã Vọng Thê và đổi tên thành quận Huệ Đức.
Về phía chính quyền cách mạng, quận Huệ Đức được gọi là huyện Huệ Đức. Tháng 10 năm 1961, Tỉnh ủy An Giang quyết định thành lập liên huyện Châu Thành – Huệ Đức lấy tên là huyện Châu Thành. Tháng 8 năm 1971, theo quyết định của Trung ương Cục miền Nam, tỉnh An Giang được chia thành hai tỉnh An Giang và Châu Hà, huyện Huệ Đức được tái lập thuộc tỉnh Châu Hà. Tháng 5 năm 1974, Trung ương Cục lại quyết định giải thể các tỉnh An Giang, Châu Hà và Kiến Phong để thành lập hai tỉnh Long Châu Tiền và Long Châu Hà, huyện Huệ Đức thuộc tỉnh Long Châu Hà.
Sau năm 1975, huyện Huệ Đức thuộc tỉnh An Giang. Ngày 11 tháng 3 năm 1977, huyện Huệ Đức sáp nhập vào huyện Châu Thành theo Quyết định số 56-CP của Hội đồng Chính phủ.
Ngày 23 tháng 8 năm 1979, Hội đồng Chính phủ ban hành Quyết định số 300-CP. Theo đó, chia huyện Châu Thành thành hai huyện Châu Thành và Thoại Sơn.
Huyện Thoại Sơn bao gồm thị trấn Núi Sập (huyện lỵ) và 11 xã: Định Mỹ, Định Thành, Phú Hòa, Tây Phú, Thoại Giang, Vĩnh Chánh, Vĩnh Khánh, Vĩnh Phú, Vĩnh Trạch, Vọng Đông, Vọng Thê.
Ngày 28 tháng 10 năm 1993, thành lập xã Mỹ Phú Đông trên cơ sở điều chỉnh một phần diện tích tự nhiên và dân số của các xã Tây Phú, Vĩnh Phú và Định Mỹ.
Ngày 22 tháng 3 năm 2002, Chính phủ ban hành Nghị định 29/2002/NĐ-CP. Theo đó:
- Thành lập thị trấn Phú Hòa trên cơ sở 523 ha diện tích tự nhiên và 9.033 người của xã Phú Hoà; 220 ha diện tích tự nhiên và 2.056 người của xã Vĩnh Trạch
- Đổi tên xã Phú Hòa thành xã Phú Thuận

Ngày 19 tháng 5 năm 2003, Chính phủ ban hành Nghị định 53/2003/NĐ-CP. Theo đó:
- Thành lập thị trấn Óc Eo trên cơ sở 989,9 ha diện tích tự nhiên và 11.819 người của xã Vọng Thê
- Thành lập xã Bình Thành trên cơ sở 837,3 ha diện tích tự nhiên và 498 người của xã Vọng Thê, 2.111 ha diện tích tự nhiên và 10.489 người của xã Thoại Giang.

Ngày 12 tháng 4 năm 2005, Chính phủ ban hành Nghị định 52/2005/NĐ-CP. Theo đó, thành lập xã An Bình trên cơ sở 1.636 ha diện tích tự nhiên và 4.804 người của xã Tây Phú, 1.221 ha diện tích tự nhiên và 2.355 người của xã Vọng Đông.
Huyện Thoại Sơn có 3 thị trấn và 14 xã như hiện nay.
Ngày 12 tháng 1 năm 2016, Bộ Xây dựng ban hành Quyết định 13/QĐ-BXD về việc công nhận thị trấn Núi Sập là đô thị loại IV.

## Hành chính

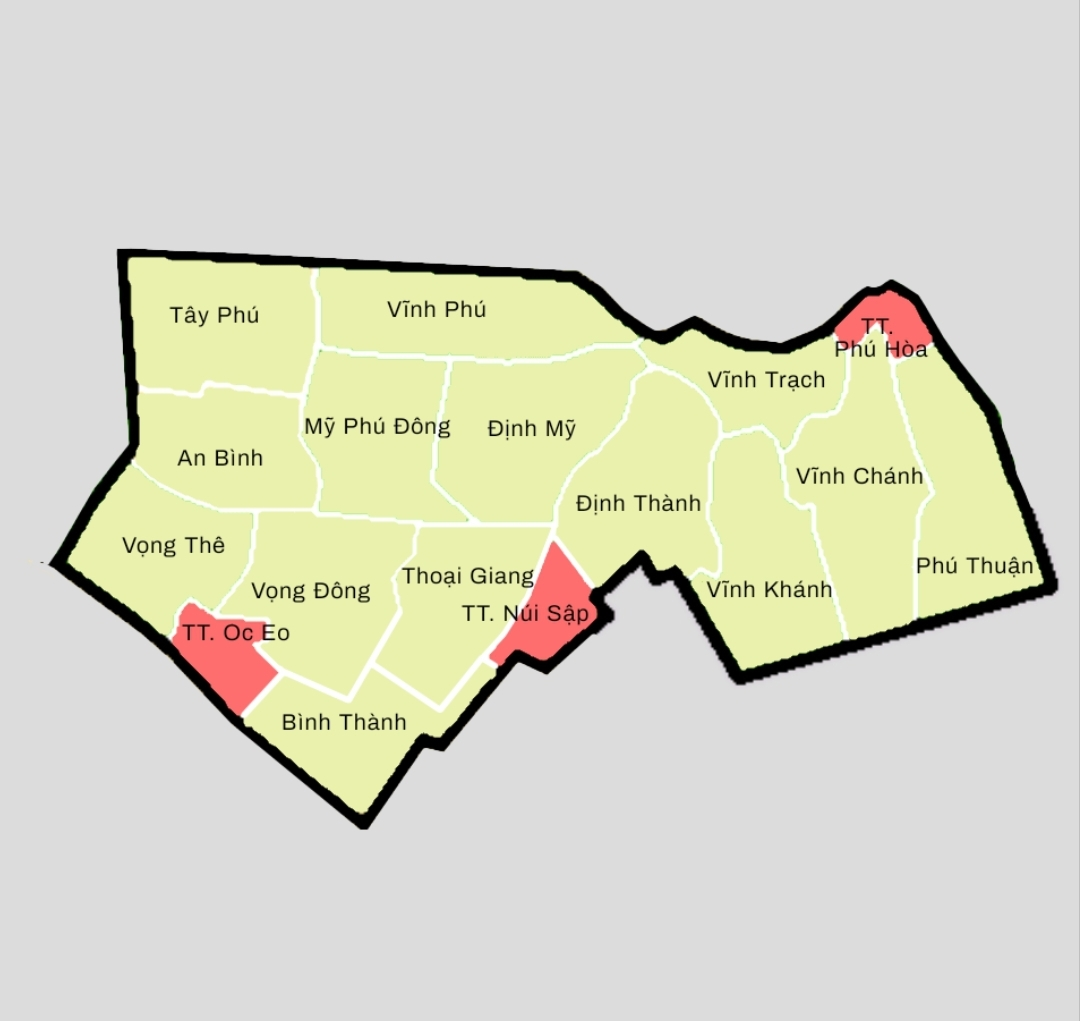

Huyện Thoại Sơn có 17 đơn vị hành chính cấp xã trực thuộc, bao gồm 3 thị trấn: Núi Sập (huyện lỵ), Óc Eo, Phú Hòa và 14 xã: An Bình, Bình Thành, Định Mỹ, Định Thành, Mỹ Phú Đông, Phú Thuận, Tây Phú, Thoại Giang, Vĩnh Chánh, Vĩnh Khánh, Vĩnh Phú, Vĩnh Trạch, Vọng Đông, Vọng Thê được chia thành 76 khóm, ấp.
| TT. Óc Eo TT. Núi Sập TT. Phú Hòa X. Tây Phú X. An Bình X. Vọng Thê X. Vĩnh Phú X. Mỹ Phú Đông X. Định Mỹ X. Vọng Đông X. Thoại Giang X. Bình Thành X. Vĩnh Trạch X. Định Thành X. Vĩnh Khánh X. Vĩnh Chánh X. Phú Thuận H. Tri Tôn H. Châu Thành TP. Long Xuyên TP. Cần Thơ T. Kiên Giang Bản đồ hành chính huyện Thoại Sơn, tỉnh An Giang |

| Đơn vị hành chính cấp xã                                       | Thị trấn Núi Sập | Thị trấn Óc Eo | Thị trấn Phú Hòa | Xã An Bình | Xã Bình Thành | Xã Định Mỹ | Xã Định Thành | Xã Mỹ Phú Đông | Xã Phú Thuận | Xã Tây Phú | Xã Thoại Giang | Xã Vĩnh Chánh | Xã Vĩnh Khánh | Xã Vĩnh Phú | Xã Vĩnh Trạch | Xã Vọng Đông | Xã Vọng Thê |
| -------------------------------------------------------------- | ---------------- | -------------- | ---------------- | ---------- | ------------- | ---------- | ------------- | -------------- | ------------ | ---------- | -------------- | ------------- | ------------- | ----------- | ------------- | ------------ | ----------- |
| Diện tích (km²)                                                | 9,49             | 12,14          | 7,55             | 28,01      | 29,95         | 37,04      | 35,41         | 30,90          | 31,20        | 34,75      | 29,45          | 38,17         | 32,70         | 36,8        | 20,58         | 29,56        | 27,11       |
| Dân số (người)                                                 | 17.633           | 11.472         | 11.864           | 5.474      | 7.394         | 10.118     | 10.644        | 3.903          | 10.115       | 5.139      | 10.100         | 9.951         | 9.609         | 9.894       | 15.309        | 10.184       | 4.624       |
| Mật độ dân số (người/km²)                                      | 1.858            | 945            | 1.571            | 195        | 247           | 273        | 301           | 126            | 324          | 148        | 343            | 261           | 294           | 269         | 744           | 345          | 171         |
| Số đơn vị hành chính                                           | 5 khóm           | 4 khóm         | 5 khóm           | 4 ấp       | 4 ấp          | 4 ấp       | 5 ấp          | 3 ấp           | 4 ấp         | 5 ấp       | 4 ấp           | 4 ấp          | 4 ấp          | 6 ấp        | 7 ấp          | 4 ấp         | 4 ấp        |
| Nguồn: Kết quả điều tra dân số và nhà ở tỉnh An Giang 1/4/2019 |                  |                |                  |            |               |            |               |                |              |            |                |               |               |             |               |              |             |

## Giáo dục
Toàn huyện có 4 trường cấp 3 đang hoạt động và 1 trường cấp 3 ngừng hoạt động:
THPT Nguyễn Khuyến (Thị trấn Phú Hòa)
THPT Bán Công Phú Hòa (Thị trấn Phú Hòa- Ngừng hoạt động)
THPT Vĩnh Trạch (Xã Vĩnh Trạch)
THPT Nguyễn Văn Thoại (Thị trấn Núi Sập)
THPT Vọng Thê (Thị trấn Óc Eo)
Huyện còn có 16 trường cấp 2 tương ứng với mỗi Thị Trấn và xã (trừ xã Mỹ Phú Đông).
Trường cấp 1 có mặt ở mọi địa phương, có địa phương lên tới 3 trường tiểu học.
Trường mẫu giáo có khá nhiều trên địa bàn huyện.
Ngoài ra huyện có Trường Trung Cấp nghề huyện Thoại Sơn (Thị trấn Núi Sập) và Trường dành cho trẻ em gặp khó khăn Khai Trí (Thị trấn Phú Hòa),...

## Giao thông

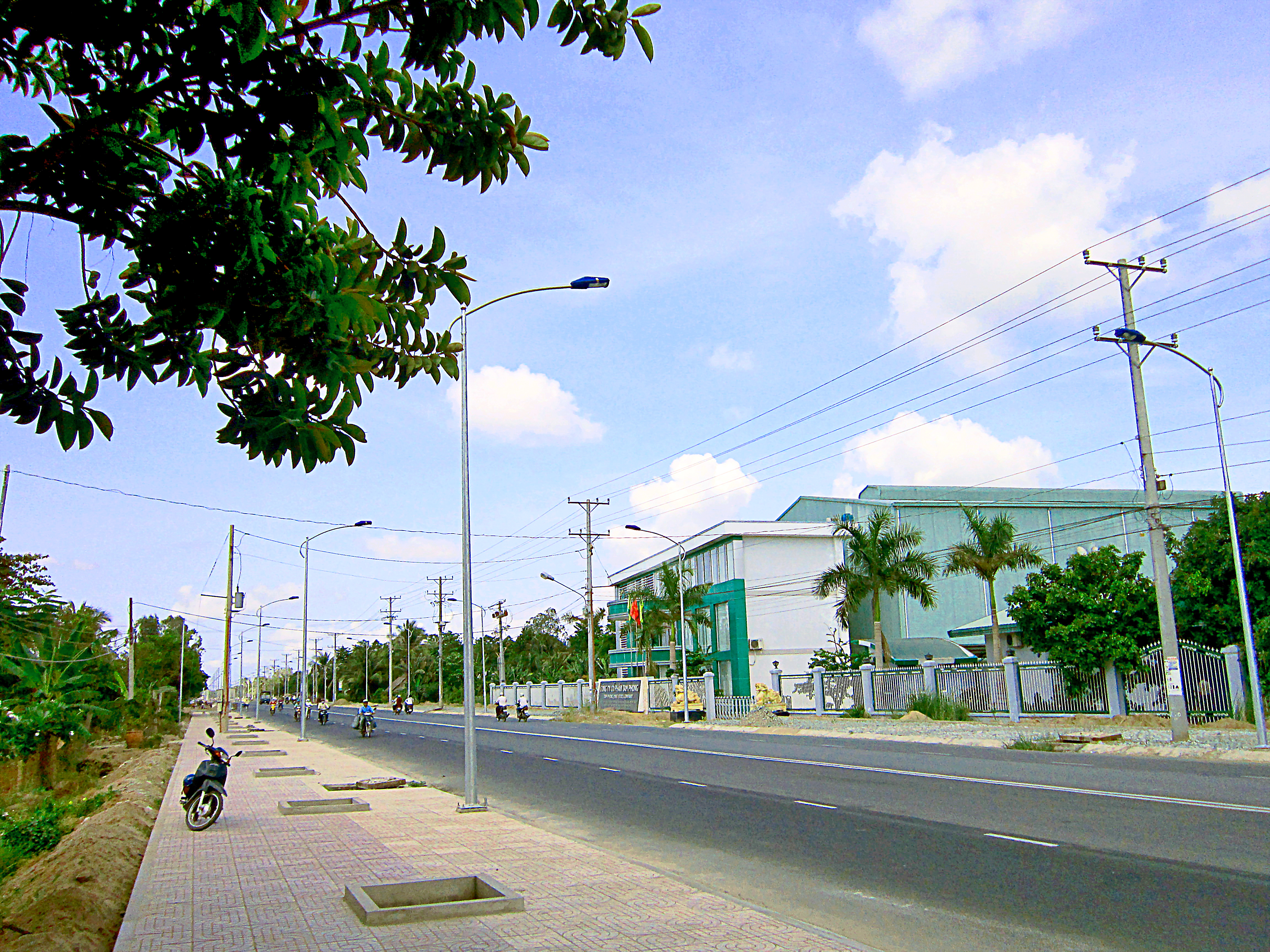
Tỉnh lộ 943, đoạn đi qua thị trấn Phú Hòa

Có quốc lộ 80 và đường cao tốc Châu Đốc – Cần Thơ – Sóc Trăng đi qua.

## Di tích - Thắng cảnh

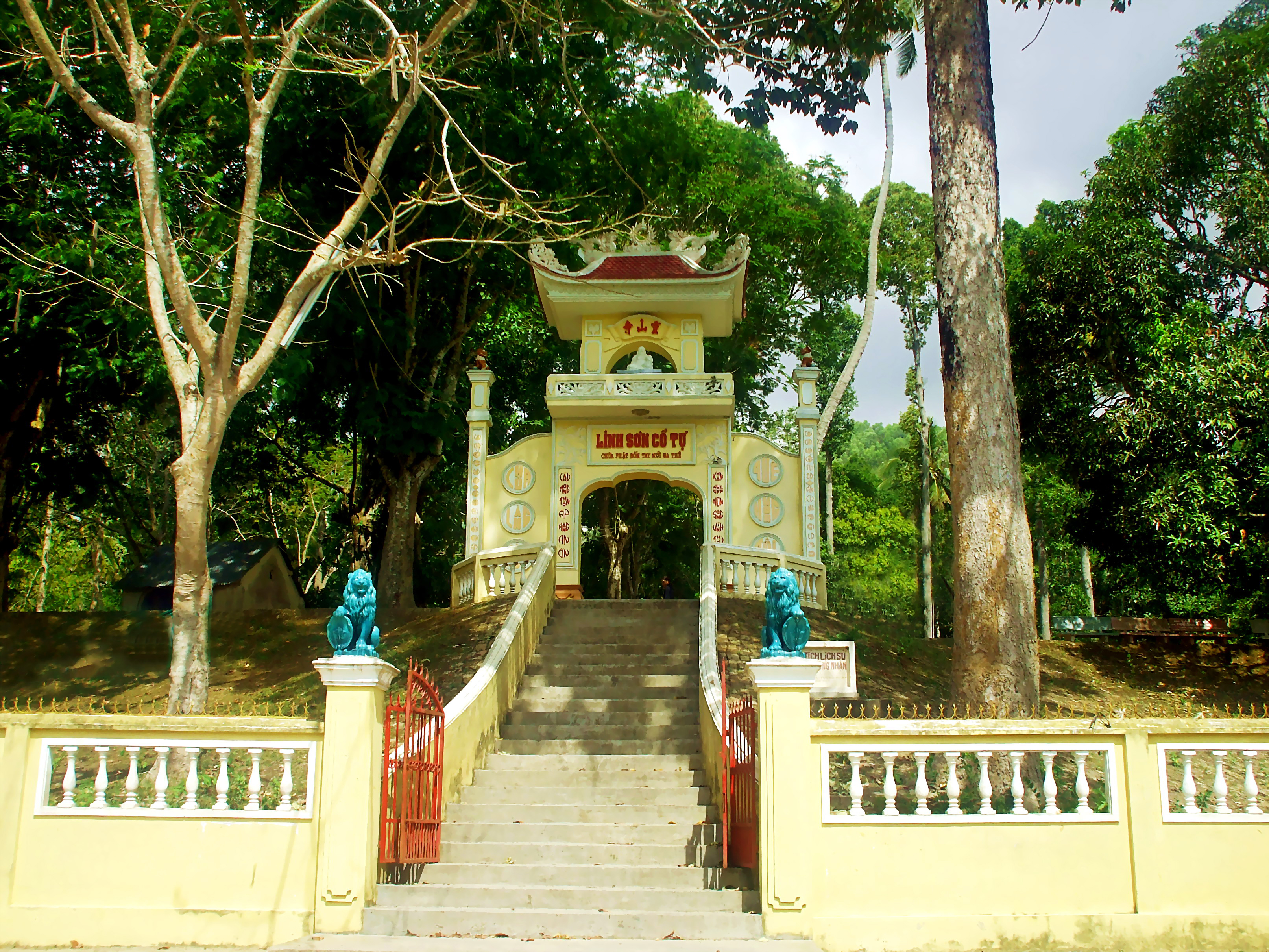
Chùa Linh Sơn ở thị trấn Óc Eo

Huyện có khu di tích Óc Eo nổi tiếng, nơi có thể đã từng tồn tại một hải cảng sầm uất của vương quốc Phù Nam từ thế kỷ 1 đến thế kỷ 7. Ngoài ra, huyện còn có núi Sập, núi Ba Thê, khu du lịch Hồ Ông Thoại...

## Hình ảnh

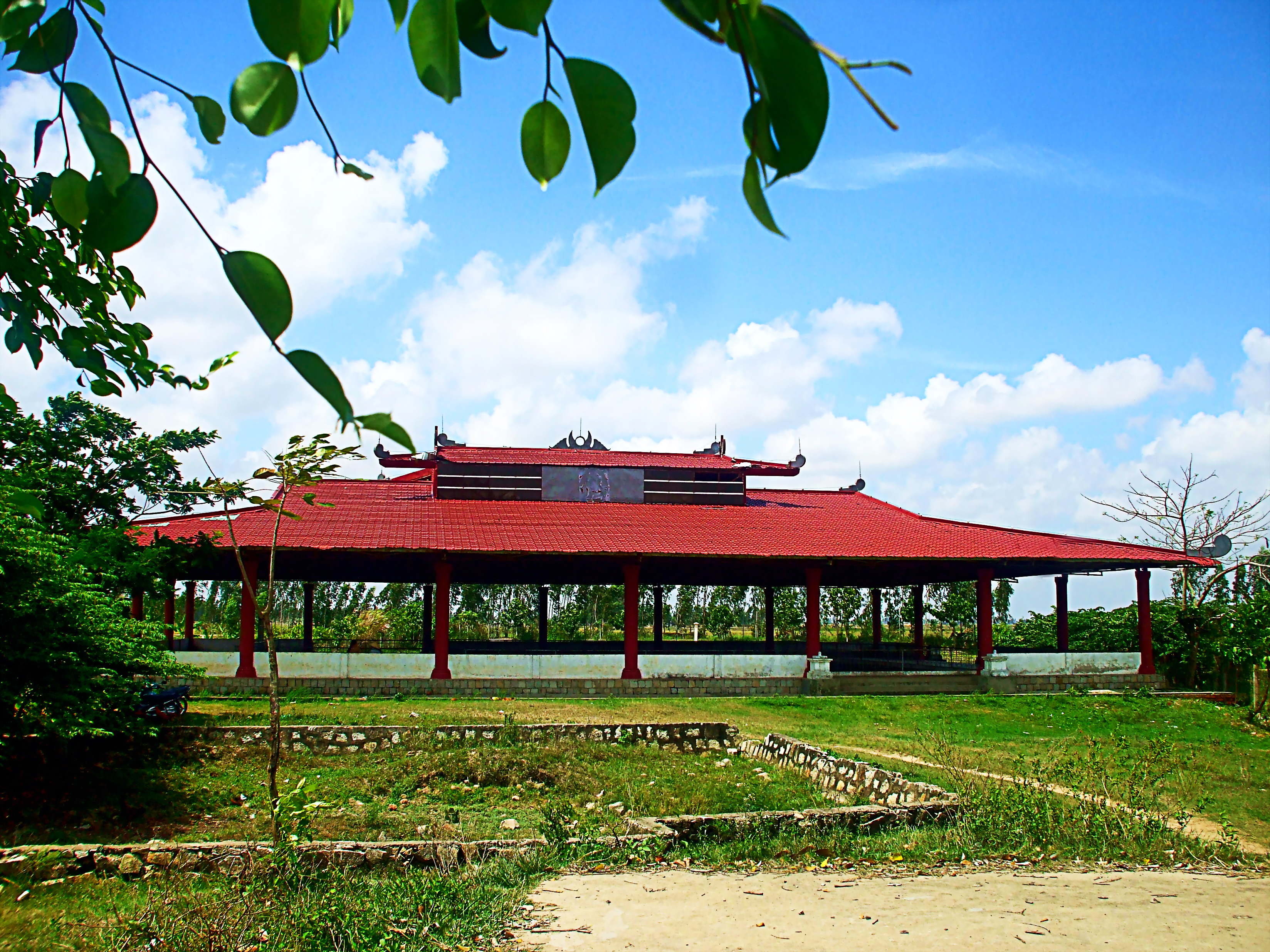
Nhà trưng bày và bảo quản di chỉ Gò Cây Thị, thuộc nền văn hóa Óc Eo ở xã Vọng Thê.
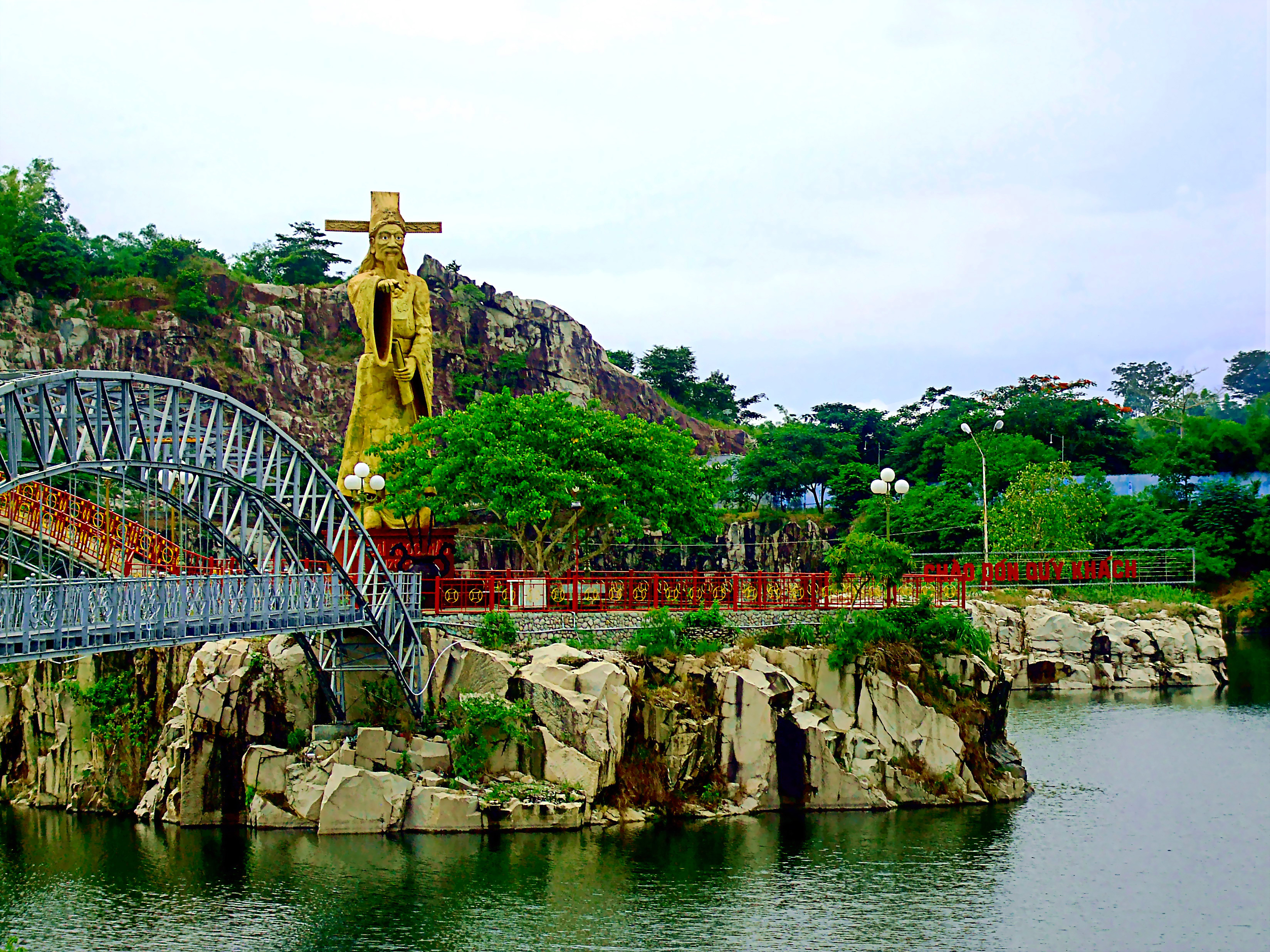
Tượng Thoại Ngọc Hầu bên hồ Ông Thoại tại thị trấn Núi Sập.
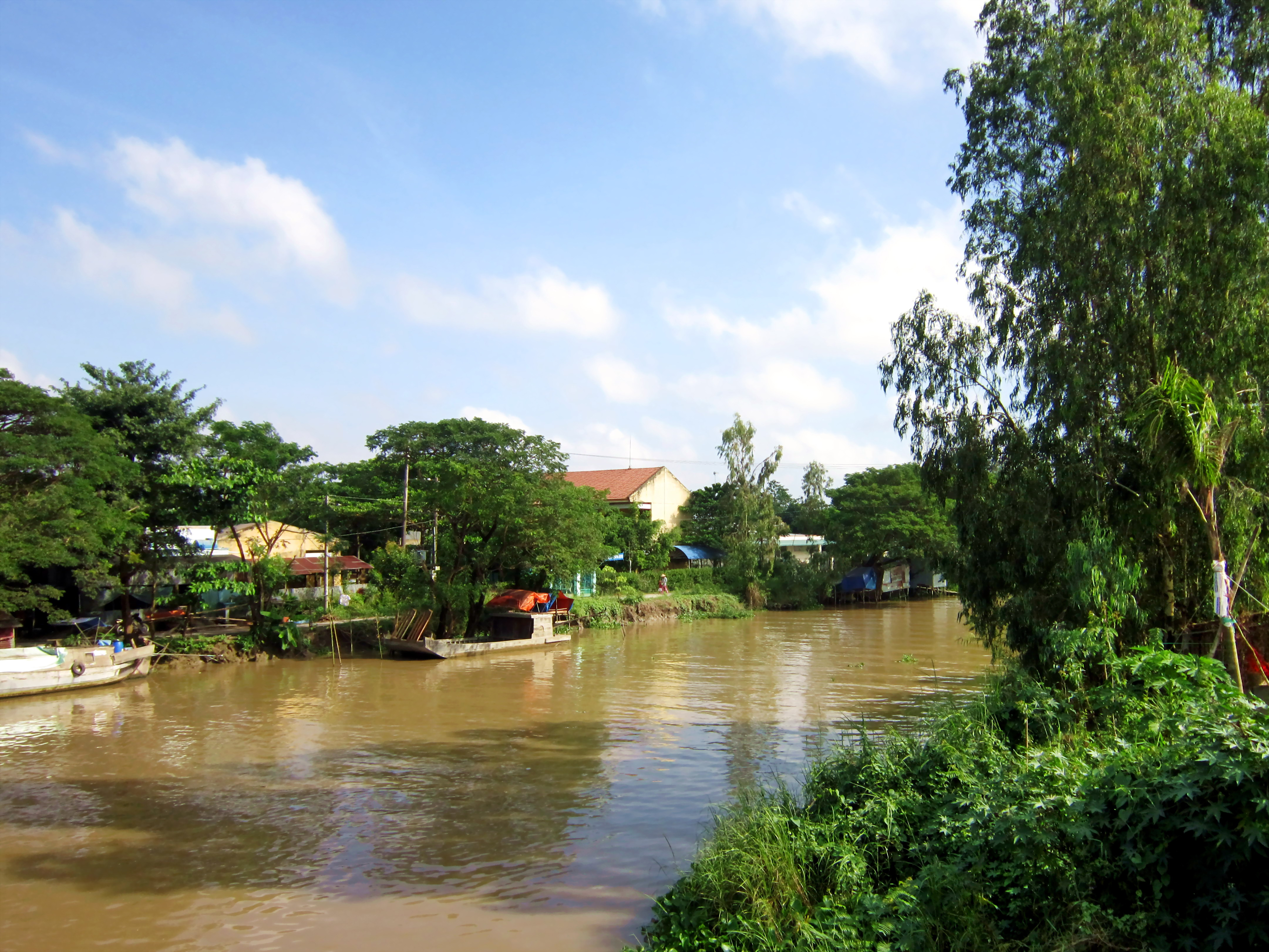
Con rạch nhỏ chảy bên chợ Phú Thuận (trái ảnh).
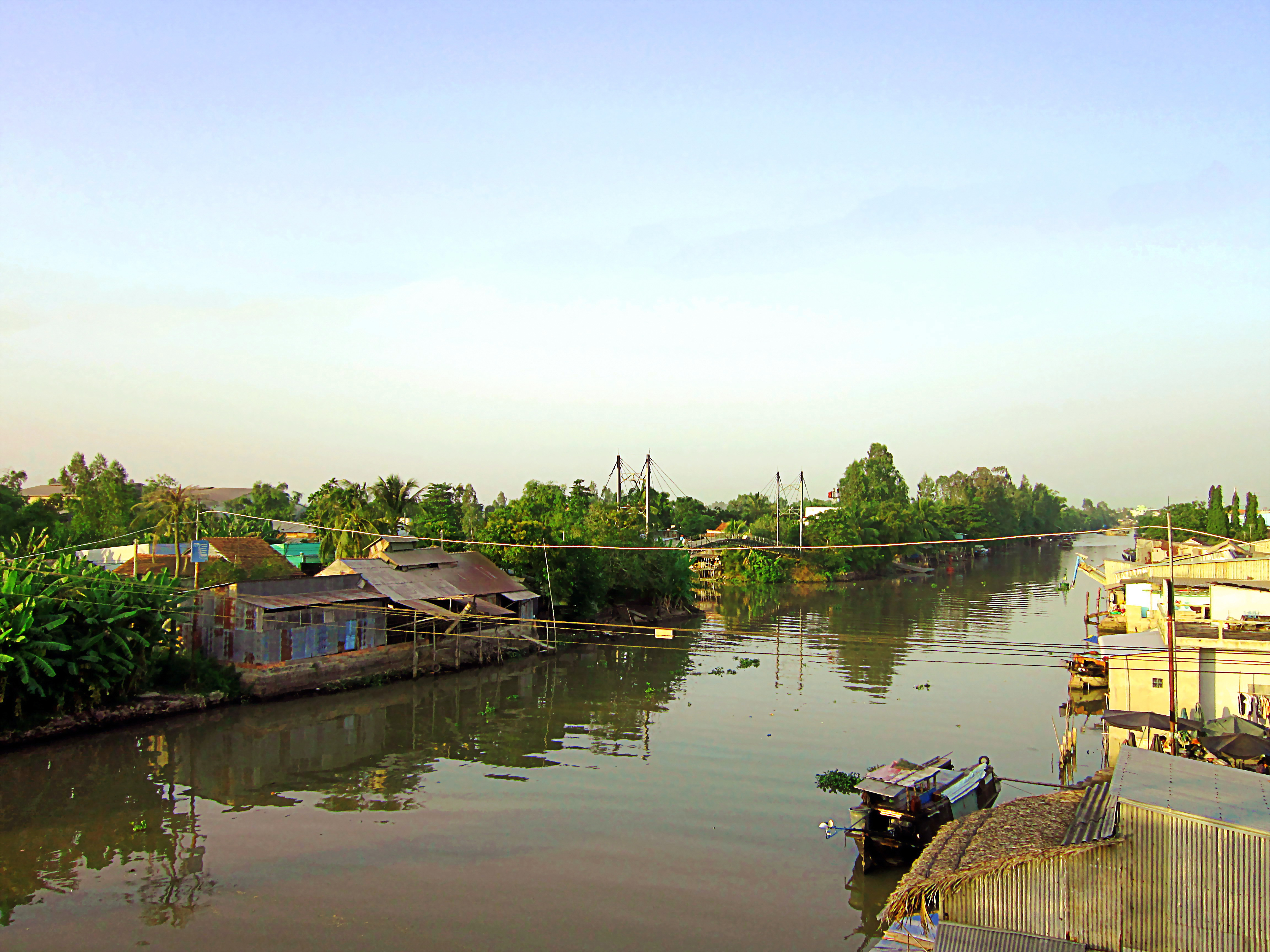
Kênh Đông Xuyên, đoạn chảy qua thị trấn Núi Sập.
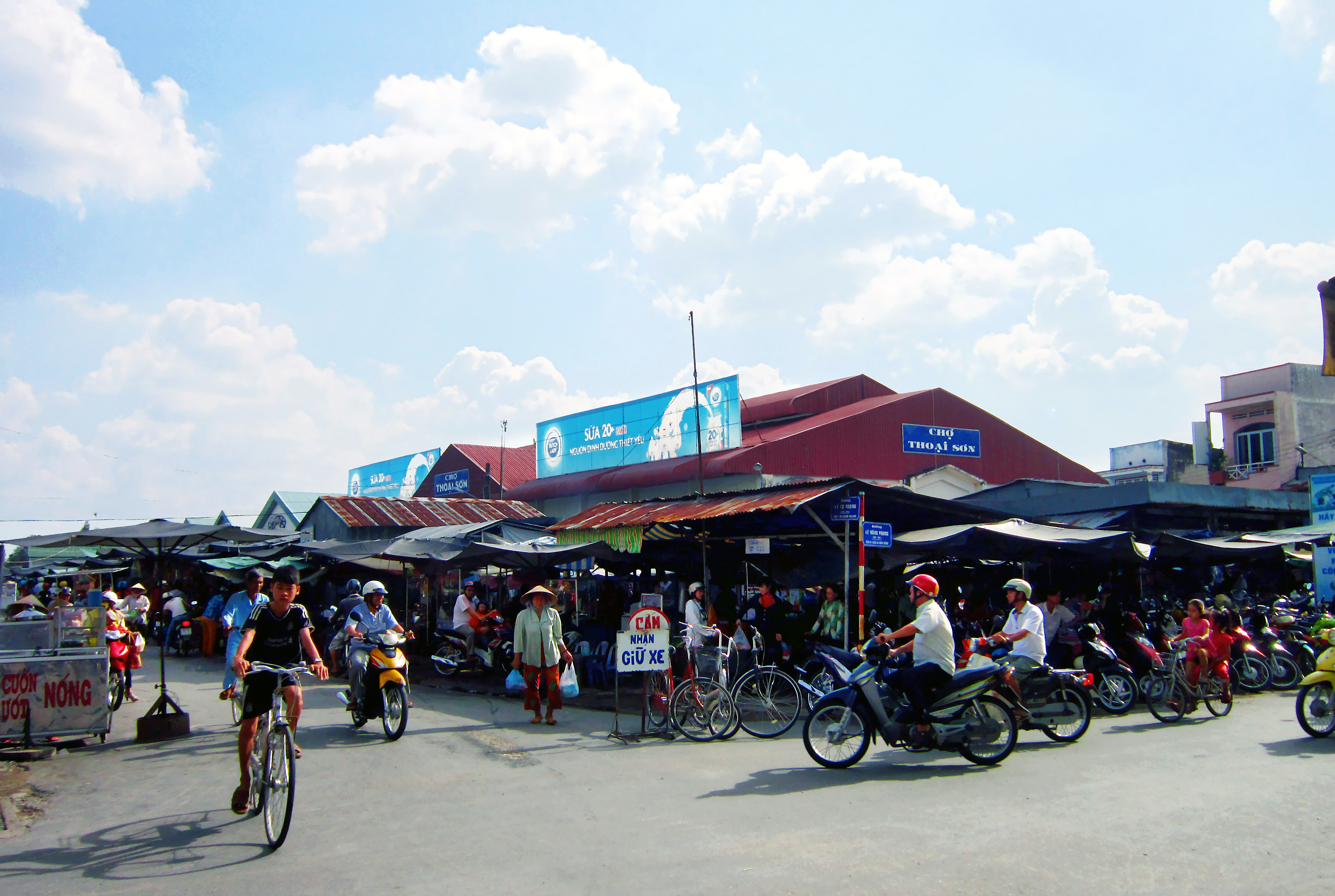
Chợ Thoại Sơn.